# Дикейтър (окръг, Джорджия)
Окръг Дикейтър (на английски: Decatur County) е окръг в щата Джорджия, Съединени американски щати. Площта му е 1614 km², а населението - 28 618 души (2005 г.). Административен център е град Бейнбридж.